# Dévotions du Rosaire et spiritualité
Le Rosaire est l'une des caractéristiques les plus remarquables de la spiritualité catholique populaire. Selon le pape Jean-Paul II, la dévotion au Rosaire est « parmi les traditions les plus belles et les plus louables de la contemplation chrétienne. » Depuis ses origines au XIIe siècle, le Rosaire a été considéré comme une méditation des épisodes de la vie du Christ, et c'est en tant que tel que de nombreux papes ont approuvé et encouragé sa récitation.
L'utilisation de formules de prière répétitives remonte bien avant l'histoire chrétienne, et la façon dont celles-ci sont passées dans la tradition du Rosaire n'est pas claire. En revanche, les 150 perles (Je vous salue Marie) proviennent des 150 psaumes priés du dans le Psautier hébreu. Le Rosaire était un moyen pour les fidèles ordinaires d'imiter la méditation des moines à partir du psautier imprimé à la main. À la suite de la mise en place des premières confréries du Rosaire au XVe siècle, la dévotion se répandit très rapidement dans toute l'Europe. À partir du XVIe siècle, les récitations du Rosaire impliquaient généralement des « textes illustrés » qui aidaient à la méditation. De telles images continuent d'être utilisées pour assister les méditations du Rosaire.

## Origines

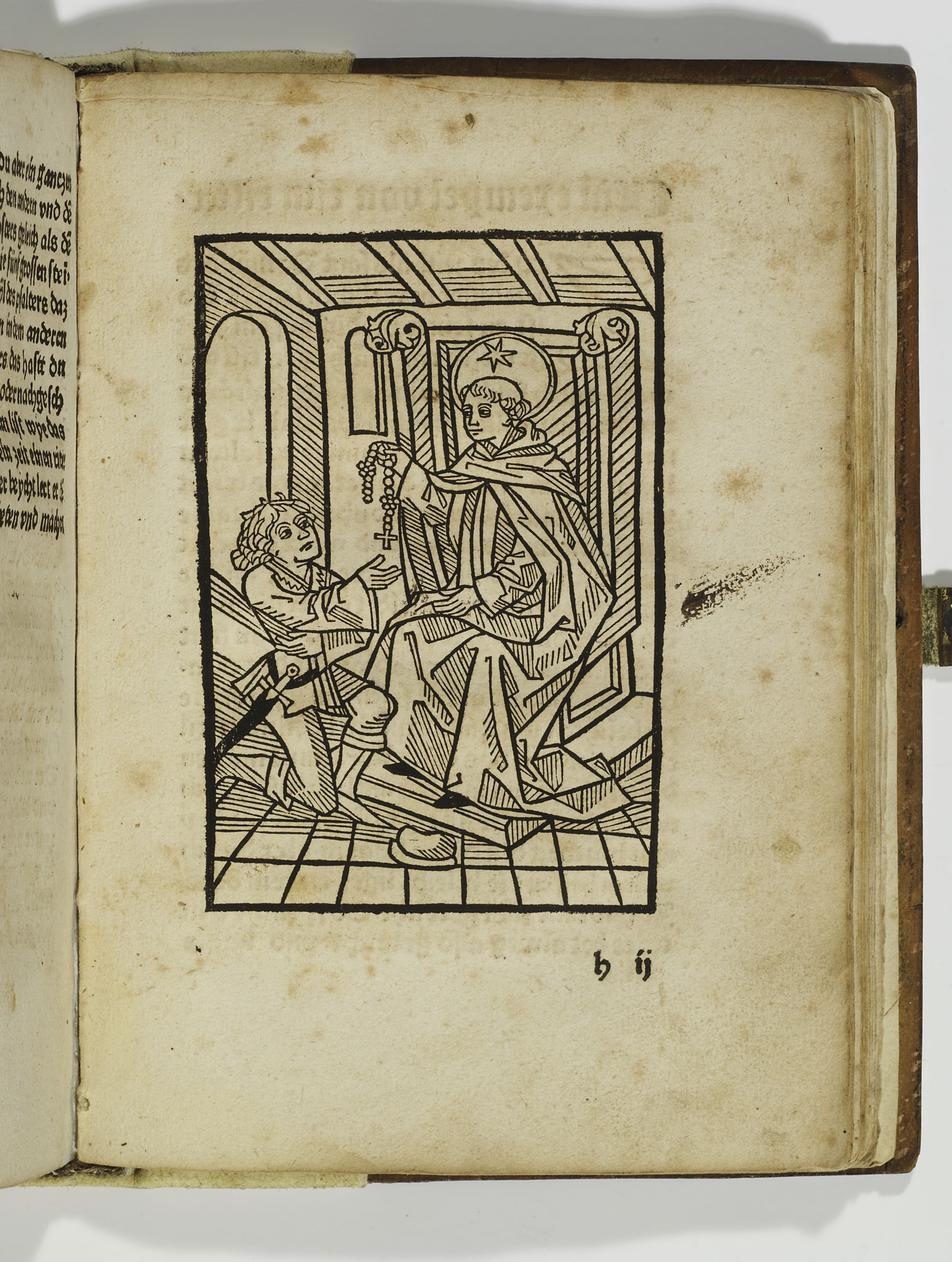
Psautier d'Alanus, en 1492.

Il existe des points de vue divergents sur l'origine du Rosaire. Certaines traditions l'attribue à Saint Dominique lui-même, qui l'aurait intégré à la dévotion dominicaine, mais les preuves montrent son existence bien avant ce temps et un développement progressif au fil des siècles de pratique,.
La pratique de la méditation lors des Je vous salue Marie répétés remonte au moins aux années 1400 en Allemagne, et au moine chartreux Dominique de Prusse décédé en 1461, tout comme les frères dominicains Alanus de Rupe et Jacques Sprenger avaient commencé à promouvoir le chapelet. Dans les années 1500, la pratique de la méditation pendant le Rosaire s'était répandue dans toute l'Europe. Les Meditationi del Rosario della Gloriosa Maria Virgine (« Méditations sur le Rosaire de la Glorieuse Vierge Marie ») de Bartolomeo Scalvo, imprimées en 1569 pour la confrérie du Rosaire de Milan, proposaient une méditation individuelle pour accompagner chaque perle ou prière. Alanus de Rupe encourageait à prier le chapelet devant une image du Christ ou de la Vierge Marie. Ce style de méditation a ensuite donné lieu à une méditation utilisant des images narratives, dont la première a été imprimée par Dinkmut à Ulm, en Allemagne. L'utilisation de la « méditation du Rosaire par l'image » a rapidement gagné en popularité et, à la fin du XVIe siècle, la méditation du Rosaire la plus répandue en Allemagne n'était pas écrite, mais composée d'images.
Au cours du XVIe siècle, l'utilisation d'images comme forme d'instruction et d'endoctrinement religieux par le biais de la prédication silencieuse (muta predicatio) a été promue par Gabriele Paleotti dans son « discours sur les images sacrées et profanes. » L'utilisation d'images de dévotion étant considérée comme la « littérature du laïc », l'objectif de Paleotti de transformer la vie chrétienne par l'utilisation d'images sacrées a favorisé et promu les dévotions mariales, notamment le Rosaire.

## Enseignements des saints

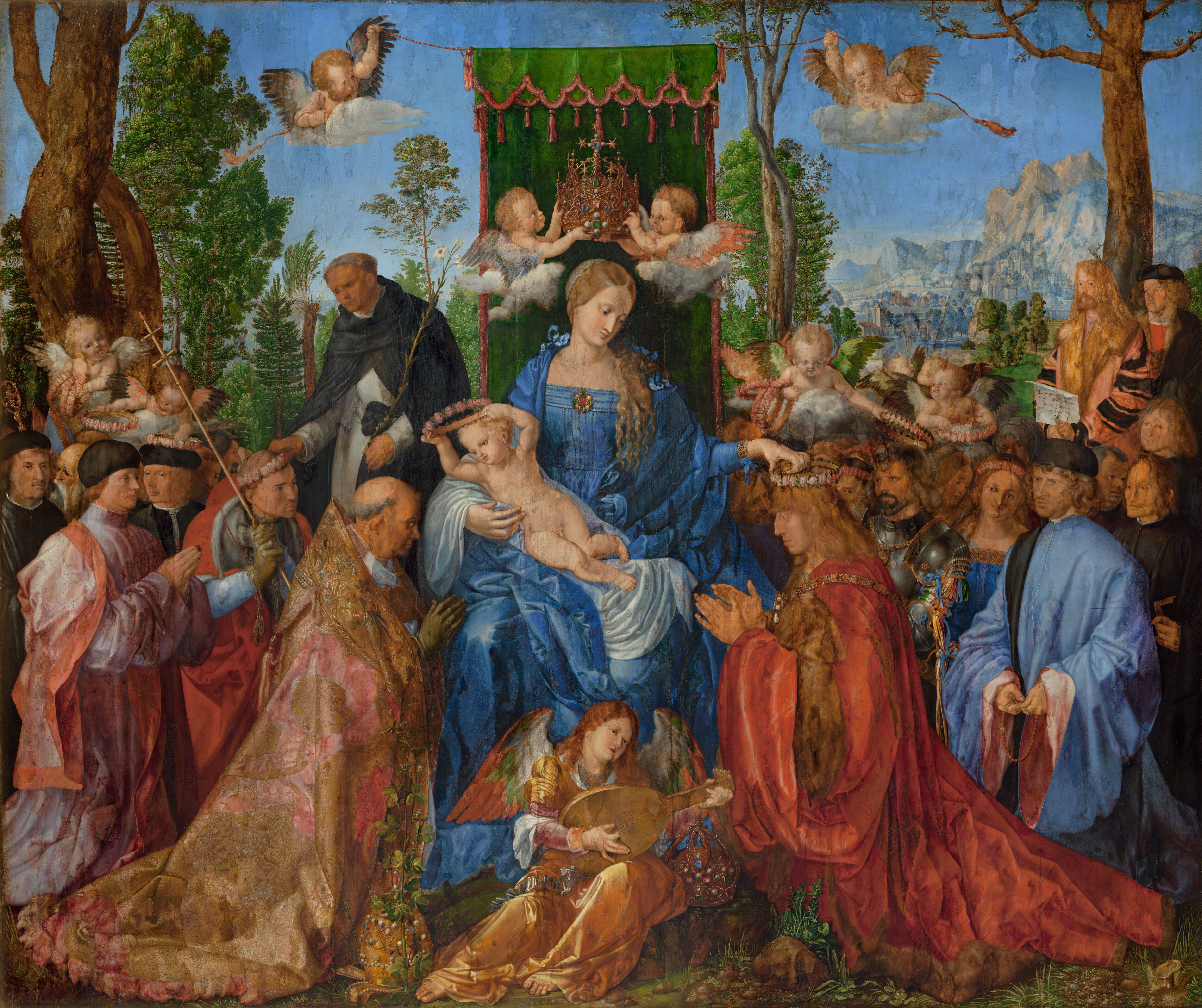
La Vierge Marie et les saints en la fête du Rosaire, par Albrecht Dürer, 1506.

Louis de Montfort, l'un des premiers promoteurs de la théologie mariale (mariologie), était un fervent partisan du Rosaire. Il a rejoint le Tiers Ordre des Dominicains en 1710, peu après avoir été ordonné prêtre, afin de prêcher le Rosaire. Ses livres Secret du Rosaire et True Devotion to Mary ont influencé les vues mariologiques de plusieurs papes. Dans le 'Secret du Rosaire', il enseigne comment "la concentration, le respect, la révérence et la pureté de l'intention" sont essentiels pour prier le Rosaire. Il a déclaré que ce n'est pas la longueur d'une prière qui importe, mais la ferveur, la pureté et le respect avec lesquels elle est dite, par exemple, un seul Ave Maria dit avec méditation vaut plusieurs Ave Maria mal dits. Dans le Secret du Rosaire, il enseigne également comment lutter contre les distractions afin d'atteindre l'état d'esprit approprié pour méditer avec le Rosaire.

## Vues papales
En 1569, le pape Pie V, lui-même dominicain, établit officiellement la dévotion au Rosaire dans l'Église catholique avec la bulle papale Consueverunt Romani Pontifices. En 1571, il appelle toute l'Europe à prier le Rosaire pour célébrer la victoire lors de la bataille de Lépante,,.
Le pape Léon XIII promulgue 10 encycliques sur le Rosaire et institue la coutume catholique de la prière quotidienne du Rosaire au cours du mois d'octobre. En 1883, il crée également la Fête de la Reine du Rosaire. Dans la bulle papale Laetitiae sanctae, Léon XIII écrit qu'il était « convaincu que le Rosaire, s'il est utilisé avec dévotion, profite non seulement à l'individu mais à la société dans son ensemble. »

Le pape Pie XII a souligné les bienfaits d'une méditation du Rosaire dans son encyclique Ingruentium Malorum. Il y écrit : 

« Vraiment, par la méditation fréquente sur les Mystères, l'âme peu à peu et imperceptiblement puise et absorbe les vertus qu'ils contiennent, et s'enflamme merveilleusement avec un désir ardent pour les choses immortelles, et devient fortement et facilement poussé à suivre le chemin que le Christ lui-même et sa mère ont suivi. »

Les papes des XIXe et XXe siècles jusqu'au pape Paul VI ont mis l'accent sur les aspects mariologiques du chapelet. Cependant, en 1974, dans son Exhortation apostolique Marialis Cultus, le pape Paul VI s'est davantage concentré sur la nature méditative traditionnelle et christocentrique, en déclarant : « Le Rosaire est une prière à orientation clairement christologique ».

## Apparitions
Les références au Rosaire ont fait partie d'un grand nombre d'apparitions mariales rapportées au cours de deux siècles. Les messages principaux de ces apparitions ont influencé la propagation des dévotions au Rosaire dans le monde entier,.
Bernadette Soubirous a déclaré, lors de la première apparition de Notre-Dame de Lourdes en 1858, que la Vierge Marie avait un rosaire dans la main et que Bernadette récitait alors le Rosaire en sa présence et lors des apparitions suivantes. La basilique du Rosaire a été construite sur ce site à Lourdes en 1899.

## Galerie d'art et d'architecture

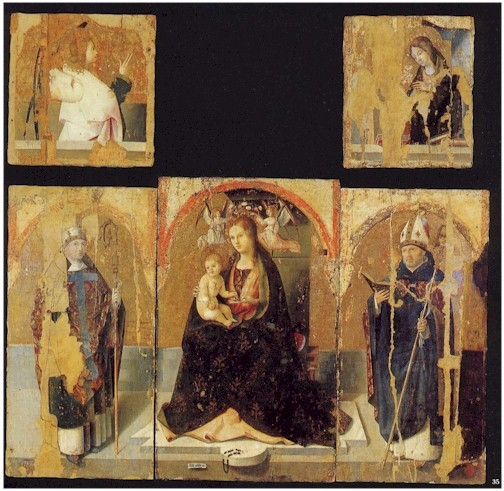
Antonello de Messine, XVe siècle.
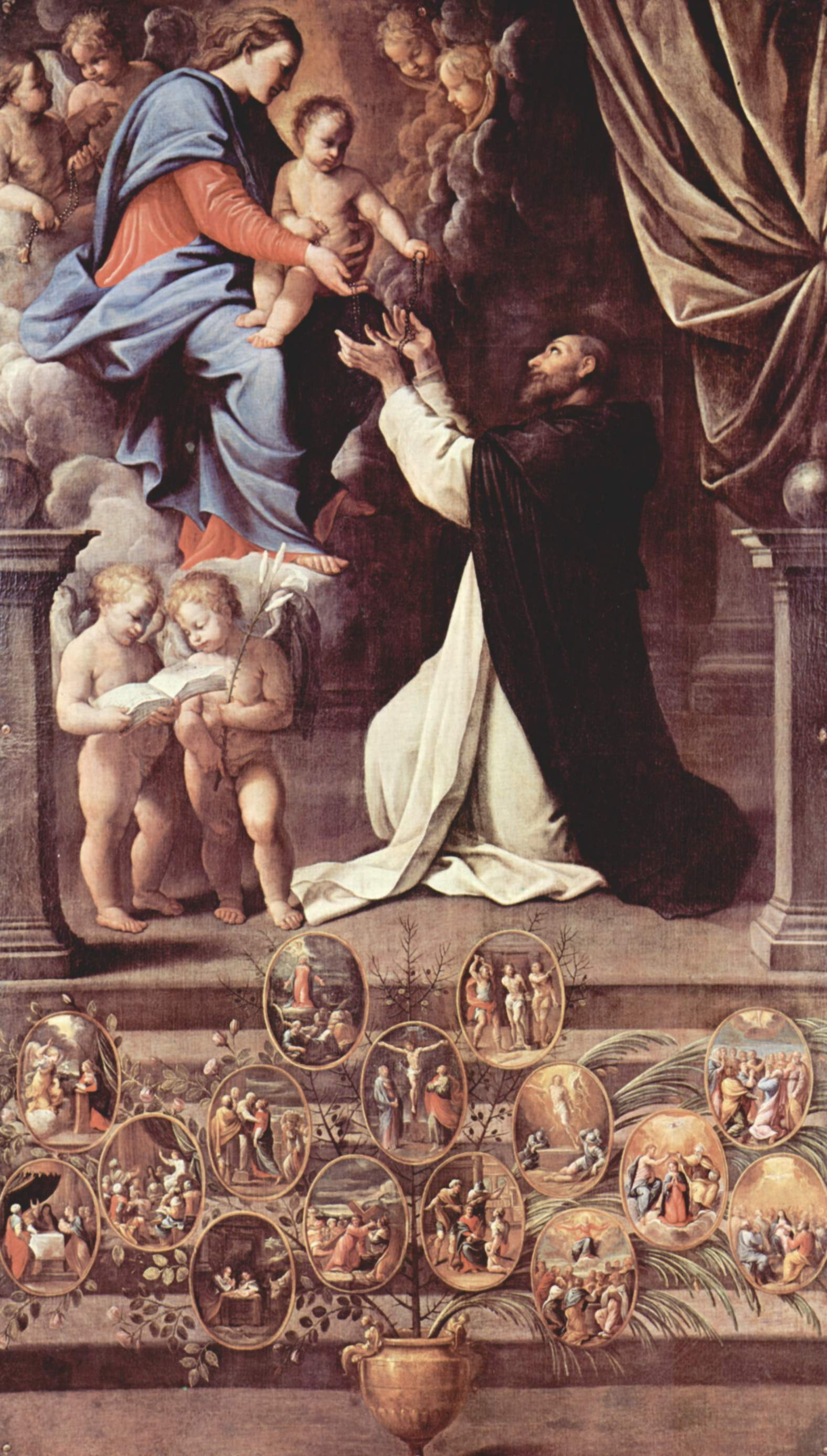
Guido Reni, v. 1596.
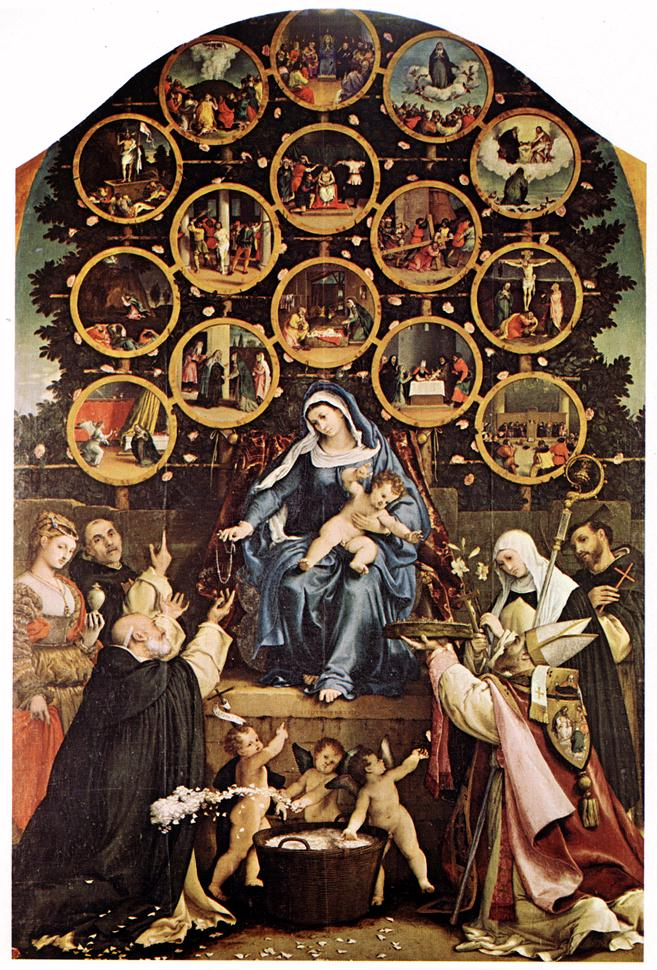
Lorenzo Lotto, 1539.
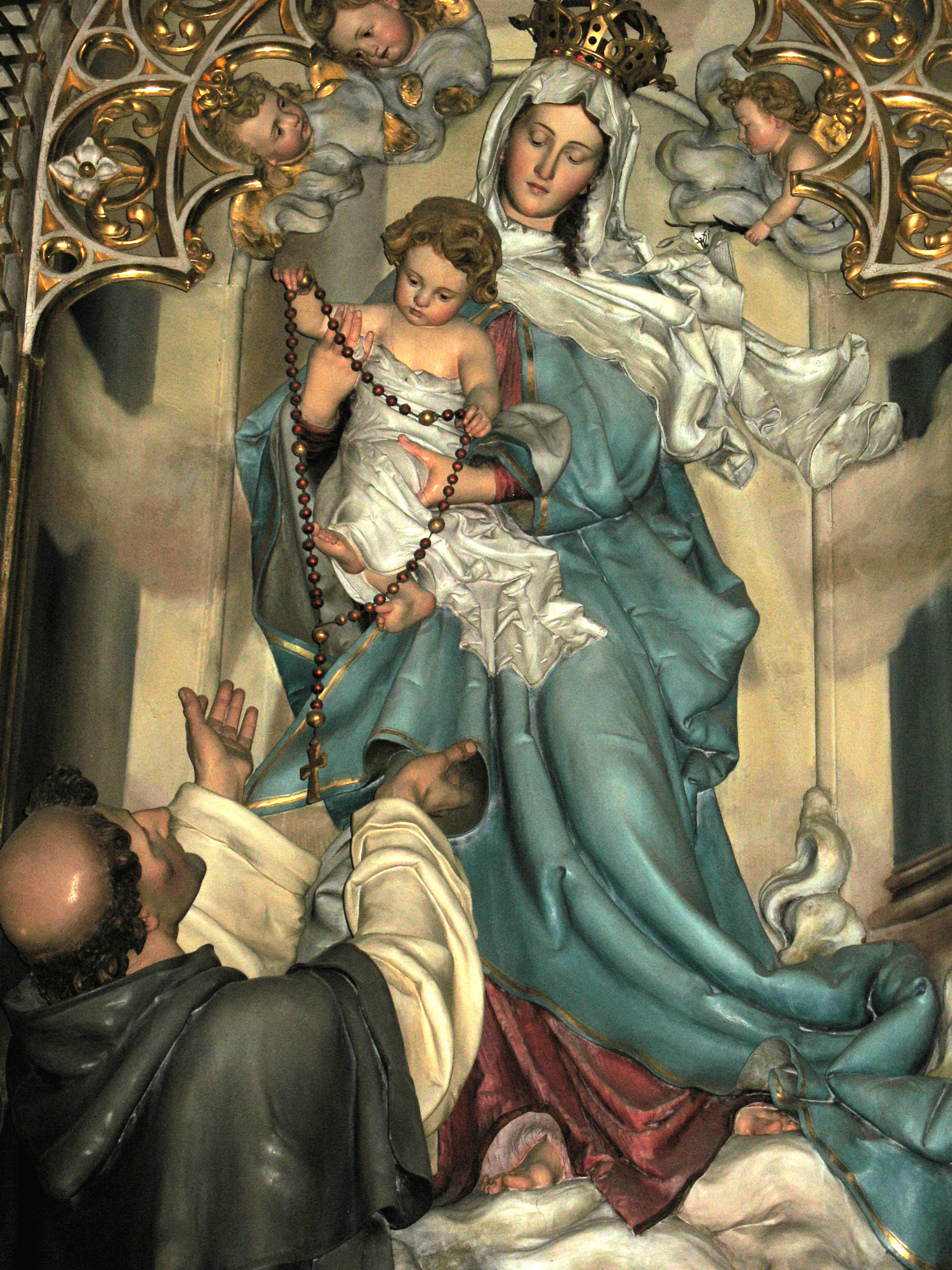
Madone du Rosaire (détail) Josef Mersa v. 1905.

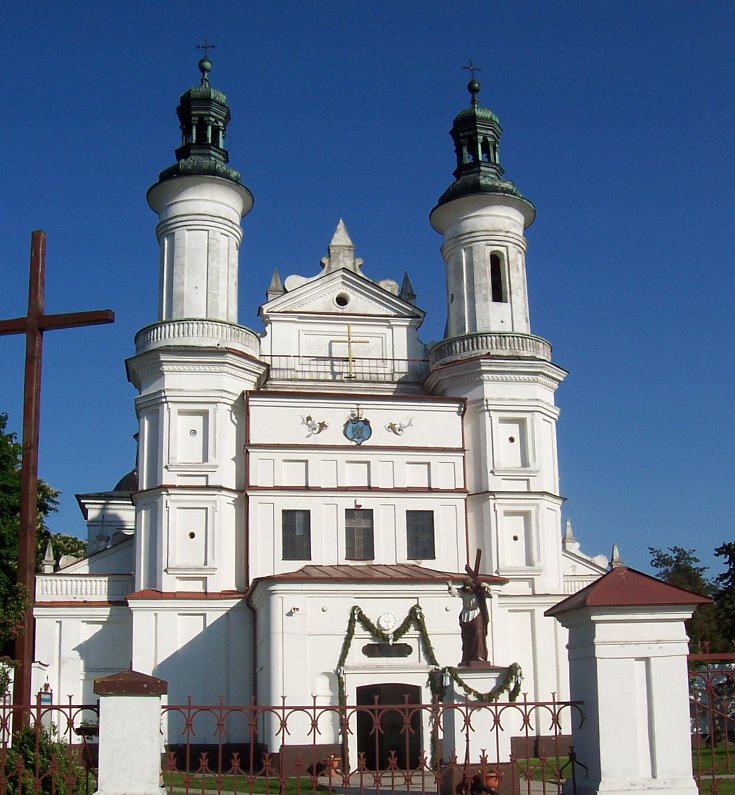
Église du Saint Rosaire, Wysokie Koło, Pologne.
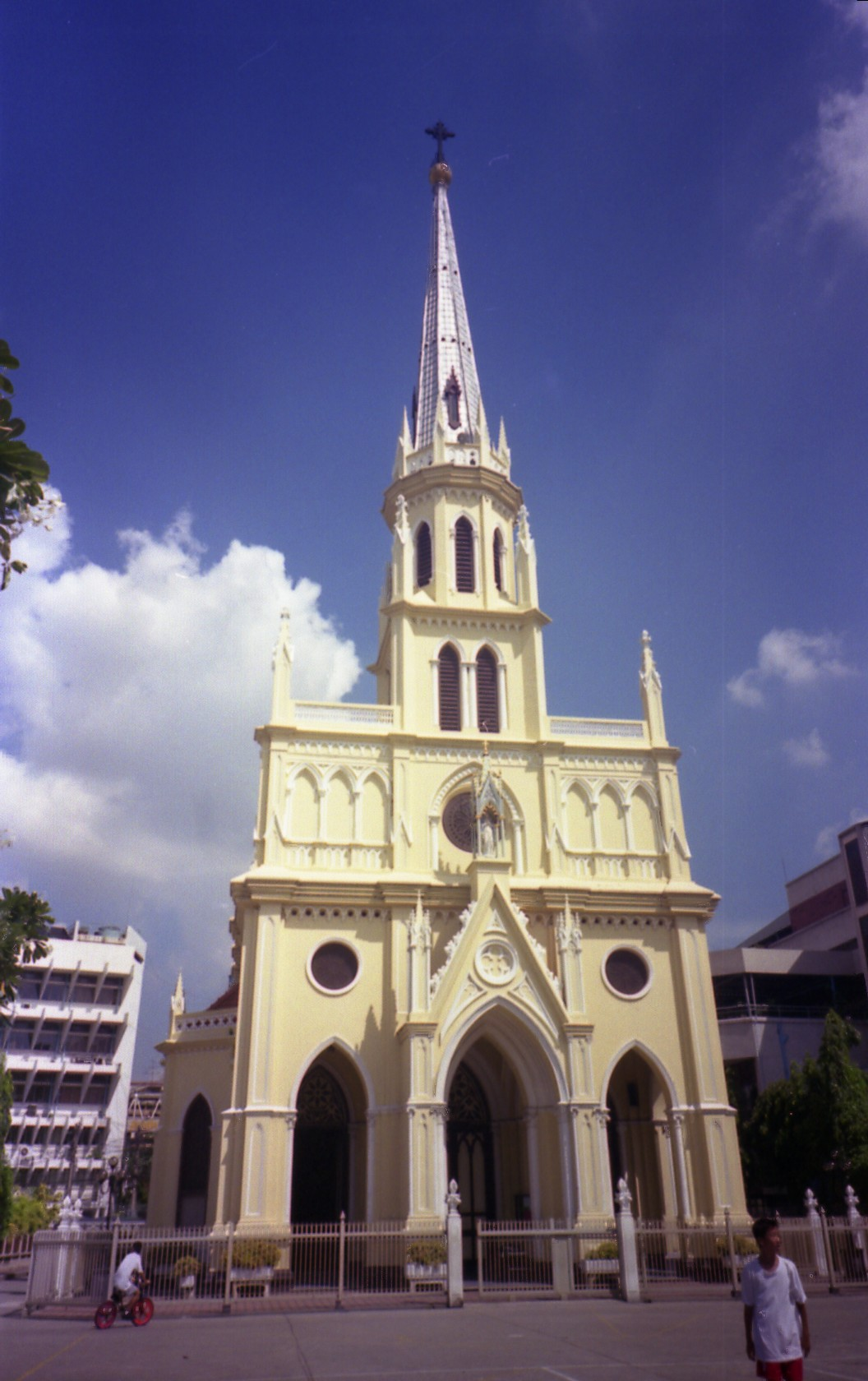
Église du Saint Rosaire, Bangkok, Thaïlande.
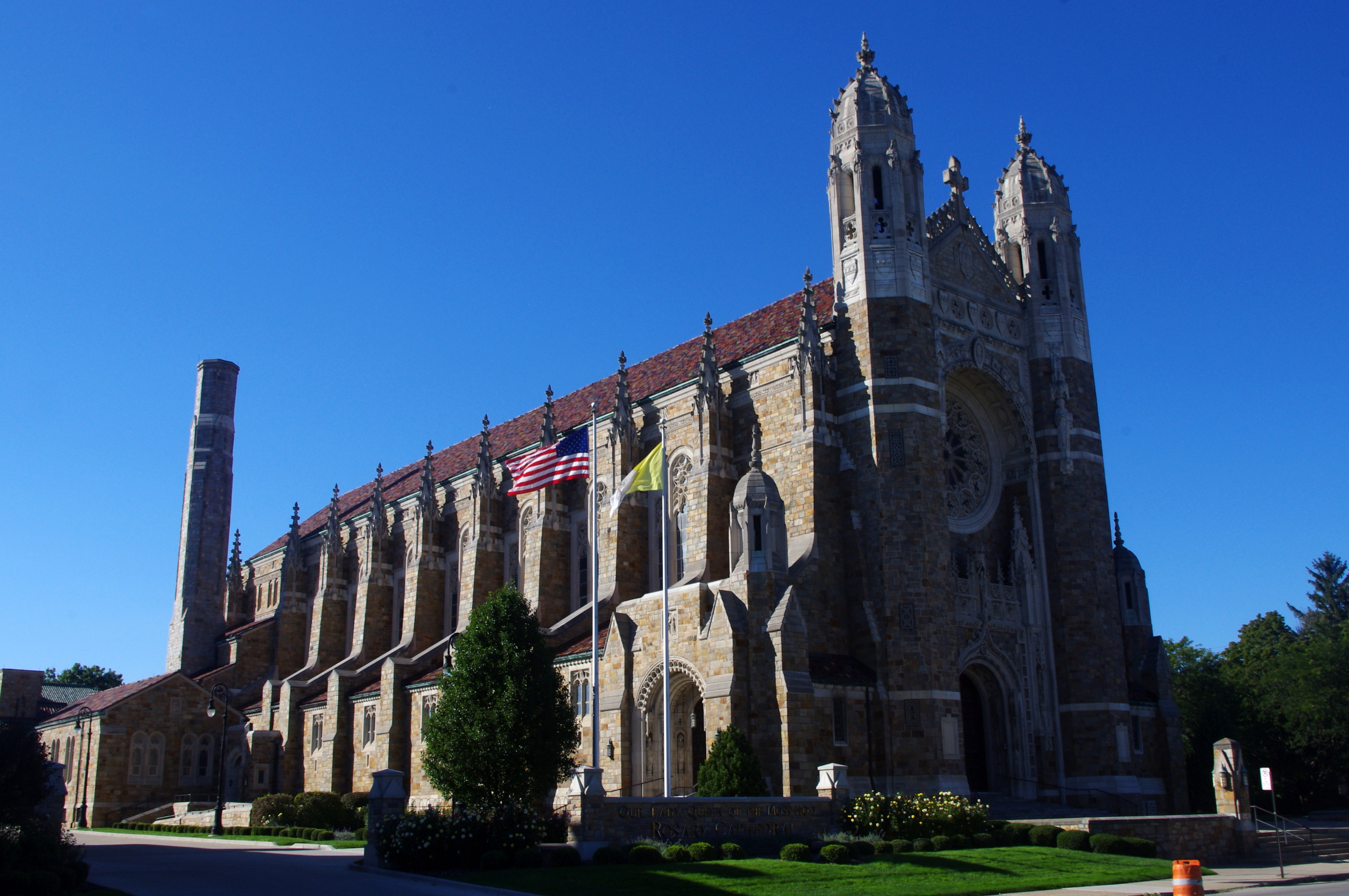
Cathédrale du Rosaire (en), Toledo (Ohio).
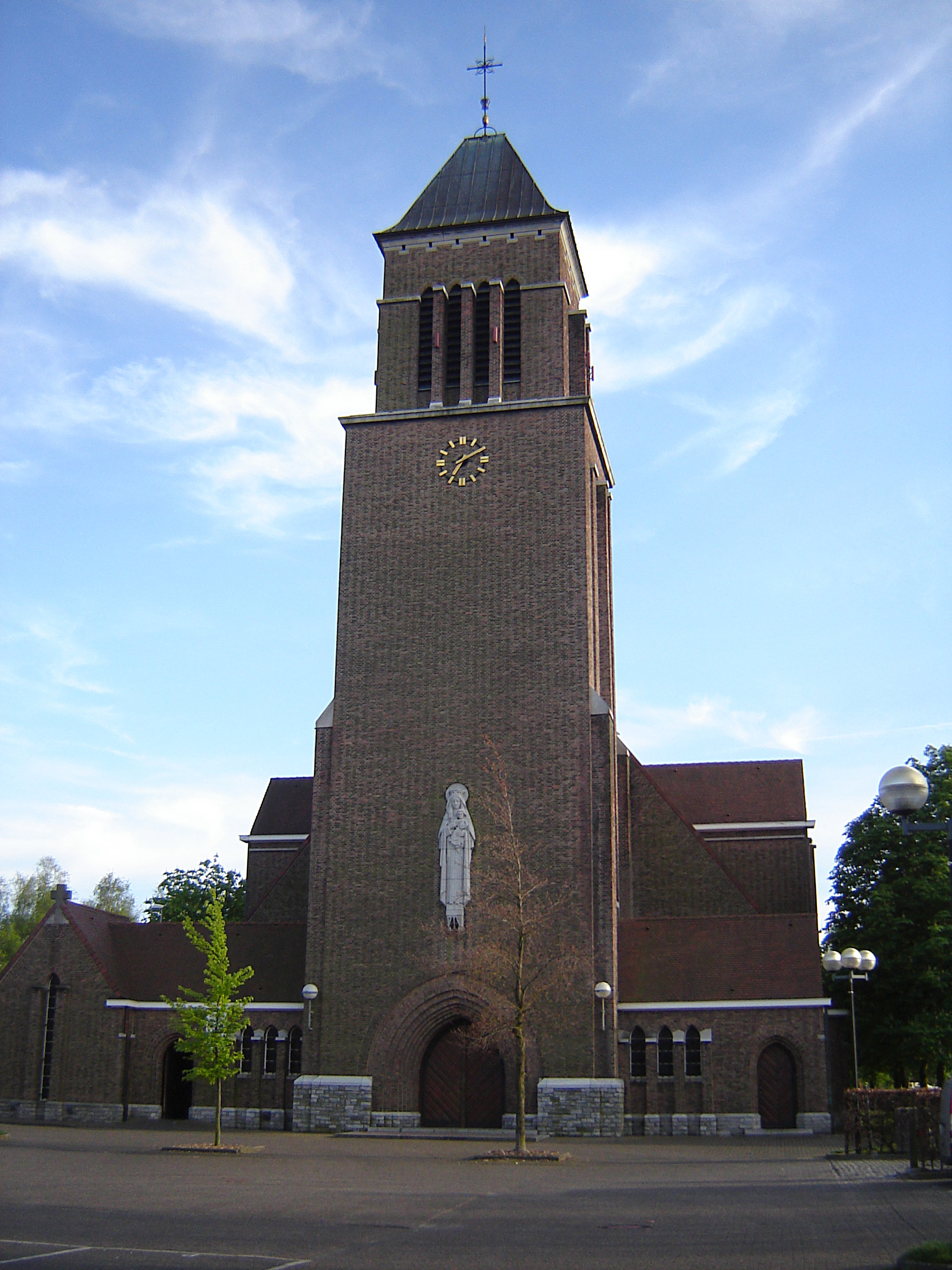
Notre-Dame du Rosaire, Merelbeke, Belgique.